# Большая Таловка (приток Куштумги)
Больша́я Та́ловка — река в России, протекает по Миасскому району Челябинской области. Устье реки находится в 5,5 км по левому берегу реки Куштумга. Длина реки составляет 15 км.

## Данные водного реестра
По данным государственного водного реестра России относится к Иртышскому бассейновому округу, водохозяйственный участок реки — Миасс от истока до Аргазинского гидроузла, речной подбассейн реки — Тобол. Речной бассейн реки — Иртыш.
Код объекта в государственном водном реестре — 14010500812111200003534.